# James Bethell (5e baron Bethell)
Pour les articles homonymes, voir Bethell.
James Nicholas Bethell (né le 1er octobre 1967), est un pair héréditaire britannique et ministre adjoint de la Chambre des lords. 

## Biographie
Bethell fait ses études à la Harrow School avant de monter à l'université d'Édimbourg (MA). 
Il travaille comme journaliste, puis dirige la discothèque Ministry of Sound, avant de fonder Westbourne Communications qu'il a vendu au groupe Cicero après avoir hérité des titres de famille. 
Lord Bethell est entré à la Chambre des lords en juillet 2018, après s'être présenté avec succès à une élection partielle des pairs héréditaires conservateurs. 
Membre conservateur de la Chambre des lords, en 2019, Lord Bethell a été nommé Lord-in-waiting. 
Marié à Melissa Wong, une femme d'affaires, Lord et Lady Bethell ont quatre enfants. 